# Ong Long
Ong Long  également connu sous le nom de règne de Samdach Brhat Chao Maha Sri Ungalankaya Chandapuri Sri Sadhana Kanayudha [Ong Long], né à Vientiane sous le nom de Prince Ungalankaya [Ung-Long], est le 3e roi du royaume de Vientiane de 1730 à 1767.

## Biographie
Ong Long est le fils aîné de Samdach Brhat Chao Maha Sri Jaya Setha Adiraja Darmikaraja Chandrapuri Sri Sadhana Kanayudha Sai Ong Hué ou Setthathirath II, roi du Lan-Xang et de Vientiane. Il lui succède à sa mort en, 1730. Il est couronné à Vientiane en 1730 et meurt sans héritier en 1767. Il a comme successeur son frère cadet Ong Boun